# Tobias Stieler
Tobias Stieler (Obertshausen, 1981. július 2. –) német nemzetközi labdarúgó-játékvezető. Polgári foglalkozása jogász, Hamburgban él.

## Pályafutása
Tobias Stieler 1981-ben született a Hessen tartományban lévő Obertshausenben. 1995-ben, 14 évesen tette le a játékvezetői vizsgát, és a 2009-10-es szezonban debütált játékvezetőként a német másodosztályban, majd 2012-ben vezette az első Bundesliga-mérkőzését. A FIFA játékvezetői keretének 2014 óta tagja. Ebben az évben vezette első válogatott mérkőzését, majd 2016-ban az UEFA Európa-ligában, 2017-ben pedig a Bajnokok Ligájában is debütált játékvezetőként. A 2017-18-as Bundesliga-szezon nyitómérkőzésén, egy Bayern München-Leverkusen meccsen is ő volt a játékvezető, ahol a német első osztály történetében először alkalmaztak videóbírót. 2019-ben ő vezette a német labdarúgókupa döntőjét.

## Fordítás
Ez a szócikk részben vagy egészben  a   Tobias Stieler című német Wikipédia-szócikk ezen változatának fordításán alapul.  Az eredeti cikk szerkesztőit annak laptörténete sorolja fel. Ez a jelzés csupán a megfogalmazás eredetét és a szerzői jogokat jelzi, nem szolgál a cikkben szereplő információk forrásmegjelöléseként.